# Sunna
În mitologia nordică Sunna (sau Sol ) este zeița soarelui și fiica lui Mundilfari. Ea este căsătorită cu Glen. Sunna se deplasează pe cer într-o caleașcă trasă de caii Alsvid și Arvak. Ea este urmărită în timpul zilei de lupul Skoll, care încearcă să o devoreze, la fel cum
și lupul Hati îl vânează în timpul nopții pe fratele Sunnei, Mond.  În final, în ziua de Ragnarok, Sunna va fi prinsă de dușmanul ei.
Acest articol referitor la mitologia nordică  este deocamdată un ciot. Puteți ajuta Wikipedia prin completarea lui!